# Schietincident met Rote Armee Fraktion in Kerkrade op 1 november 1978
Op 1 november 1978 vond bij de Nederlands-Duitse grens  in Kerkrade een gewelddadig schietincident met de Rote Armee Fraktion plaats waarbij twee Nederlandse douaniers gedood werden.

## Achtergrond
Nederland vormde in de jaren 1970 een belangrijke schuilplaats voor de Rote Armee Fraktion (RAF), met name voor de zogenaamde tweede generatie. Hoewel de RAF voor zover bekend geen acties op Nederlands grondgebied voor ogen had, heeft haar aanwezigheid wel tot diverse gewelddadige confrontaties geleid. Bekend zijn de schietpartijen in 1977 in de Trompstraat in Den Haag, en de Croeselaan te Utrecht op 19 respectievelijk 22 september, waarbij brigadier Arie Kranenburg (1939-1977) omkwam, en ten slotte op 10 november in Amsterdam-Osdorp op de hoek Pieter Calandlaan en Domela Nieuwenhuisstraat.
Minder bekend is de schietpartij in Kerkrade een jaar later, waarbij twee douaniers om het leven kwamen.

## Het incident
Op woensdag 1 november 1978, even na het middaguur, patrouilleerden vier Nederlandse aspirant-douaniers per auto in de Nieuwstraat te Kerkrade. De Nieuwstraat vormt hier de grens tussen de Bondsrepubliek Duitsland en Nederland; in het midden van de straat liep (toentertijd) een rij betonblokken die de grenslijn markeerde. Ter hoogte van het café Zum Türmchen bevond zich een doorgang waar de douaniers een man de grens over zagen komen die de Kokelestraat inliep.
De douaniers draaiden rechtsaf de Kokelestraat in en stopten naast de man. Dyon de Jong (1959), Frank van Ierland (1960) en Rob de Koster (1959) stapten uit de auto, Jan Goemans (1954) bleef achter het stuur zitten. Frank van Ierland vroeg de man naar zijn identiteitsbewijs en keek in de plastic tas die de man bij zich had. Het identiteitsbewijs was een Zwitsers paspoort op naam van Ernst Thomas Stenzel. In de tas zaten een slof sigaretten en chocolade. Omdat men daar met een Zwitsers paspoort niet vrij de grens over mocht, nam Frank van Ierland het paspoort in beslag en gebood de man mee te gaan naar douanepost 'De Locht' om daar aan de Duitse autoriteiten te worden uitgeleverd.
De man riep tweemaal "Aber warum denn!", trok vervolgens een revolver en vuurde op de douaniers. Tegelijkertijd verscheen achter de douaniers een jonge vrouw die inmiddels ook de grens was overgestoken. Uit een bos bloemen die ze bij zich droeg, haalde ze een machinepistool tevoorschijn. Ook de vrouw begon direct van nabij te schieten op de douaniers, die niet in staat waren zich te verweren. Zelfs toen twee douaniers weerloos op de grond lagen, ging het schieten door, ooggetuigen spraken later van een executie. In totaal werden 27 schoten afgevuurd. Dyon de Jong overleed ter plaatse. Jan Goemans overleed veertien dagen later in het ziekenhuis aan zijn verwondingen. Frank van Ierland raakte lichtgewond, Rob de Koster werd niet geraakt.
Na de schietpartij liepen de man en de vrouw zonder veel haast de Kokelestraat verder in. In de Angelastraat werd broodbezorger Lei Wassen door de vrouw onder bedreiging met het machinepistool gedwongen zijn bestelbus af te staan. Dit busje werd later teruggevonden aan het Carboonplein, nabij het toenmalige station Kerkrade-West. Op het station kwamen de man en de vrouw RAF-lid Ralf Baptist Friedrich (1946) tegen. Friedrich zou hen aan de grens opgewacht hebben, maar dat liep mis. Met de trein reisden de drie naar Maastricht, en daar namen ze vervolgens de bus terug richting Kerkrade om ter hoogte van Verviers te voet de grens met België over te steken. Een grootscheepse opsporingsactie kwam op gang. Op zaterdag 4 november opende de politie nabij Schaesberg het vuur op een busje met Duitse kenteken dat een stopteken negeerde, waarbij een van de drie inzittenden gewond raakte. De drie hadden echter niets met het incident in Kerkrade van doen. Van de verdachten daarvan ontbrak vooralsnog ieder spoor.

## Identificatie daders
Lange tijd was het voor de Nederlandse justitie onduidelijk wie de daders van de schietpartij waren, hoewel men een verband met de Rote Armee Fraktion vermoedde vanwege de getoonde gewelddadigheid en het kaliber van de wapens. Ten behoeve van het onderzoek, dat onder supervisie stond van mr. E.C.G. Bauwens, hoofdofficier van justitie in Maastricht, en politiechef W. van Kerkhof, werd een reconstructievideo gemaakt. Op 1 december 1978 meldde De Telegraaf dat de Nederlandse en Duitse justitie aan de hand van vingerafdrukken Johannes Weinrich hadden herkend, deze werd via Interpol gezocht.
Het in beslag genomen paspoort was aanvankelijk vermist, maar werd na ruim vier maanden teruggevonden door een werkneemster van het Kerkraadse Sint-Jozefziekenhuis, die de uniformbroek van Frank van Ierland naar de missie wilde sturen. Frank van Ierland verklaarde later dat er iets vreemds aan de hand was met dit teruggevonden paspoort: op de foto in het document dat hij in de Nieuwstraat controleerde, droeg de persoon een bril en zat de foto met nietjes vastgehecht, de persoon op de foto in het teruggevonden exemplaar had echter geen bril, en de foto zat vastgeplakt.
Rob de Koster onderging in juni 1979 een getuigenverhoor onder hypnose bij zenuwarts/psychotherapeut H.H. Kloos te Huizen, waarbij Christian Klar als vermoedelijke dader naar boven kwam. Ook andere getuigenverklaringen wijzen naar Klar. Klar werd aanvankelijk ook verdacht door de Duitse autoriteiten omdat hij de valse naam Stenzel al eerder had gebruikt.
Eind juni 1979 concludeerde de West-Duitse politie echter dat de foto in het paspoort Rolf Heissler (1948-2023) betrof die eerder die maand in Frankfurt was opgepakt. Bij deze arrestatie was een vals Italiaans paspoort gevonden onder de naam Teodoro Katte Klitsche met dezelfde foto van Heissler als in het paspoort dat in het Sint-Jozefziekenhuis was opgedoken.
In 1982 werd het gebruikte machinepastool van het Poolse fabricaat Makarov gevonden, het was verborgen in een bos bij Frankfurt door Brigitte Mohnhaupt en Adelheid Schulz. Het was op dat moment nog niet duidelijk of deze vrouwen betrokken waren bij het schietincident.
De vrouw die betrokken was bij de Kerkraadse schietpartij werd in 1990 door naar de DDR uitgeweken ex-RAF-leden, geïdentificeerd als Adelheid Schulz. Het was bij de Duitse inlichtingendienst bekend dat Schulz en Christian Klar eind jaren 1970 een stelletje waren binnen de RAF, beiden waren in die jaren verscheidene malen samen gesignaleerd.

## Arrestatie en veroordeling
De Rote Armee Fraktion was in november 1978 in een zware crisis. De groep stond op het punt van uiteenvallen na de catastrofale afloop van Offensive 77 (Deutscher Herbst) een jaar eerder, de aanhouding in mei van vrijwel de complete RAF-leiding (Brigitte Mohnhaupt, Peter-Jürgen Boock, Sieglinde Hofmann, Rolf Clemens Wagner) in Zagreb, de arrestatie van Stefan Wisniewski in Parijs en de dood van groepsleden Willy-Peter Stoll en Michael Knoll. Half november lieten de Joegoslavische autoriteiten de RAF-top echter weer vrij, en vertrok die naar het door Wadi Haddad geleide PLFP/SC trainingskamp Khayat, nabij Aden in Zuid-Jemen. Daar hed men onder leiding van Siegfried Haag twee jaar eerder de Deutscher Herbst voorbereid. Heissler -die Arabisch sprak- reisde in november naar Zuid-Jemen om te overleggen hoe het verder moest. Het plan werd opgevat om alle groepsleden uit Europa naar Khayat te halen voor militaire training en teambuilding. Heissler kreeg de opdracht dit programma te organiseren. Dit alles leidde uiteindelijk tot de (mislukte) bomaanslag op NAVO-opperbevelhebber Alexander Haig in het Belgische Casteau op 25 juni 1979.
Vlak voor de aanslag op Haig werd Heissler op 9 juni 1979 gearresteerd bij het betreden van een schuilwoning aan de Textorsstrasse 79 te Frankfurt, waar de politie hem opwachtte. Daarbij raakte het RAF-lid zwaargewond door politiekogels. Een zich lang voortslepend proces bij het Oberlandesgericht Düsseldorf volgde. Een deel van dit proces speelde zich in Maastricht af, omdat een aantal Nederlandse getuigen niet naar West-Duitsland wilden afreizen uit vrees voor represailles. Frank van Ierland, Rob de Koster, Leo Wassen en veertien andere ooggetuigen van het incident herkenden Heissler tijdens de rechtszaak niet als dader van het schietpartij in Kerkrade. Heissler zelf verklaarde over het schietincident het volgende: “in ihr [=Anklageschrift] wird mit Fiktionen operiert, die durch geheim- und nachrichtendienstliche Manipulationen und Verfälschungen zustande gekommen sind”. Uiteindelijk werd Heissler in 1982 vanwege de gebeurtenissen in Kerkrade (en twee bankovervallen) tot levenslang veroordeeld, met het terug gevonden paspoort als sleutelbewijs. Na 22 jaar cel kreeg hij op 21 oktober 2001 gratie. Adelheid Schulz werd op 11 november 1982 gearresteerd nabij een RAF-depot in de bossen bij Heusenstamm, Offenbach. In dit depot werd ook het gebruikte machinepistool gevonden. Schulz werd drie jaar later veroordeeld tot tweemaal levenslang voor haar aandeel in onder andere de ontvoering van en de moord op Hanns-Martin Schleyer. In 1994 getuigde Kronzeuge Henning Beer dat Schulz aanwezig was in Kerkrade en kreeg ze opnieuw levenslang voor moord op de twee douaniers. Schulz mag in 1998 op medische gronden de gevangenis verlaten. Zij had toen zestien jaar vastgezeten. In 2002 werd haar gratie verleend.
Christian Klar werd op 16 november 1982 aangehouden in Friedrichsruh, Hamburg. Op 2 april 1984 veroordeelde het Oberlandesgericht Stuttgart hem tot zesmaal levenslang met aanvullend 15 jaar cel wegens betrokkenheid bij RAF-aanslagen tussen 1977 en 1982. In 1992 volgde nog eens levenslang voor een nieuwe veroordeling. Nadat hij de minimumtermijn van 26 jaar in JVA Bruchsal had uitgezeten, kwam Klar op 19 december 2008 vrij. Ondanks aanwijzingen voor zijn betrokkenheid bij de schietpartij in Kerkrade, is Klar daar nooit voor aangeklaagd.

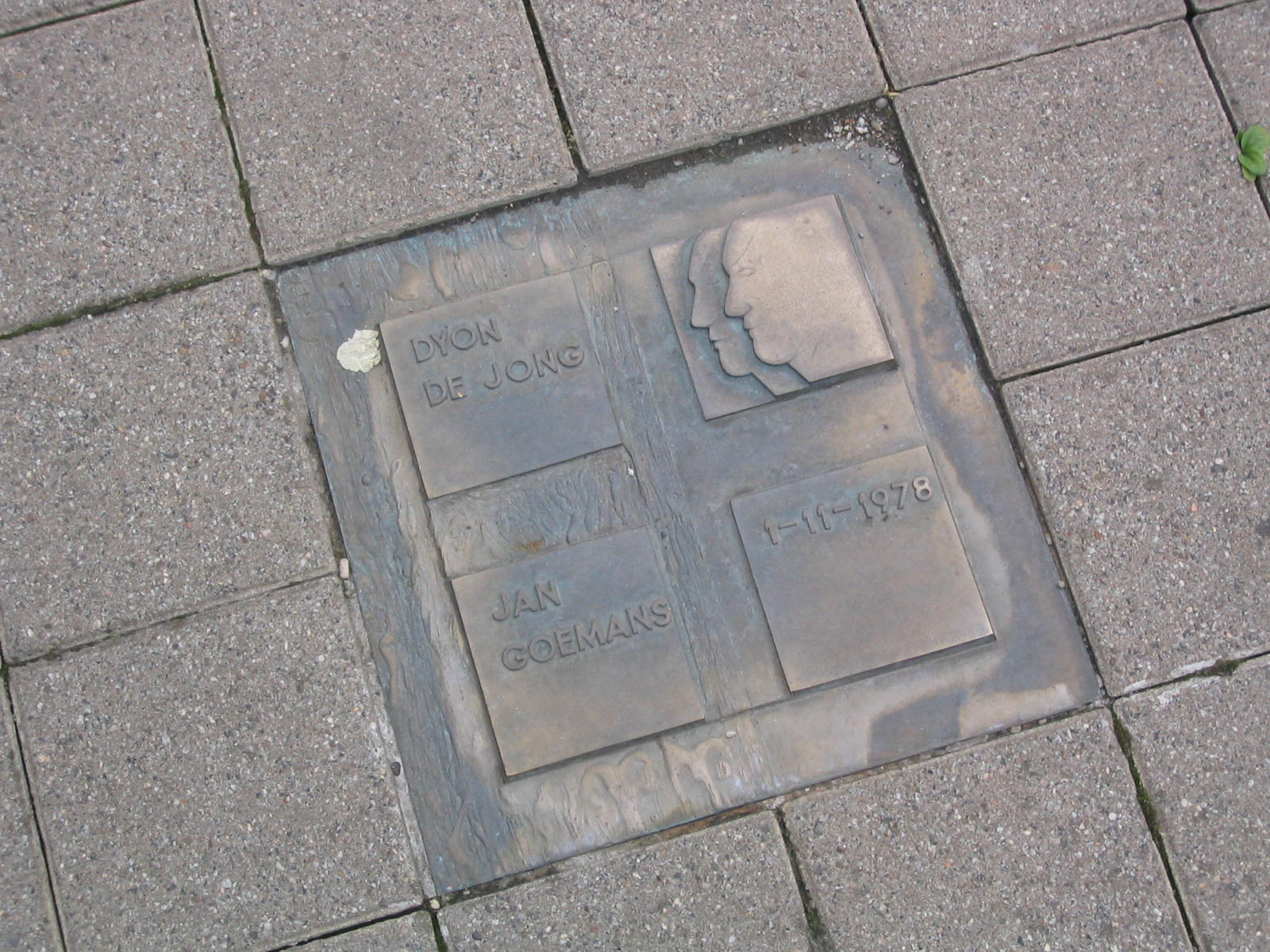
Gedenksteen Nieuwstraat, Kerkrade

Ralf Baptist Friedrich verliet de RAF in 1979, en kreeg met behulp van de Stasi samen met negen andere ex-RAF-leden, waaronder Henning Beer, onderdak en een nieuwe identiteit in de toenmalige DDR. Na de val van de Muur werden zij in juni 1990 alsnog gearresteerd en uitgeleverd aan de Bondsrepubliek. In ruil voor getuigenverklaringen en schuldbekentenissen (via de Kronzeugenregelung) kregen allen forse strafvermindering. Friedrichs hechtenis was van korte duur: hij werd na zijn aanhouding op 15 juni in Schwedt na enkele uren alweer vrijgelaten omdat zijn arrestatiebevel inmiddels was ingetrokken.

## Gedenksteen
Op initiatief van pastoor Jos l’Ortye te Bleijerheide werd op 1 november 2003, 25 jaar na het incident, een gedenksteen onthuld ter nagedachtenis aan de vermoorde douaniers. Deze gedenksteen bevindt zich in het trottoir op de plaats van het incident, ter hoogte van de kruising Nieuwstraat/Kokelestraat. De gedenksteen is ontworpen en vervaardigd door beeldhouwer Wim Steins.